# Panjevčica
Panjevčica, panjevka, aromatična panjevčica, obična panjevčica, prava panjevčica ili promjenjiva ljuskavica (lat. Kuehneromyces mutabilis) je jestiva gljiva iz porodice strnišnica (Strophariaceae), iz reda listićarki (Agaricales). Rasprostranjena je u Europi, Aziji i Sjevernoj Americi.

## Opis
- Klobuk panjevčice je širok od 4 do 9 centimetara, mesnat, konveksan i na kraju porpuno otvoren, u sredini ispupčen, gladak, smeđe boje poput cimeta, u sredini tamniji, što dolazi osobito do izražaja za vrijeme vlažnih dana.
- Listići su gusti, žućkasti, zatim blijedosmeđi.
- Stručak je visok od 3 do 5 centimetara, oko 0,5 cm debeo, pun, poslije šupalj, iste boje kao i klobuk, prema dnu rđastocrnkast i čehavoljuskav s trajnim i ucjepkanim stršećim prstenom.
- Meso je bjelkastosmeđe, miris nenapadan, okus aromatičan po gljivama.
- Spore su žućkaste, jajolike i glatke, 5 – 7 x 4 – 5 μm.

## Kemijske reakcije
Meso u dodiru s gvajakolovom tinkturom poplavi, dok s kalijevom lužinom trenutačno postaje smeđecrno.  

## Stanište
Panjevčica raste od svibnja do zime busenasto na starim panjevima bukve i vrbe te druge bjelogorice.  

## Upotrebljivost
Panjevčica je jestiva, izvanredno ukusna i aromatična gljiva.

## Sličnosti
Ljudi je zamjenjuju puzom (lat. Armillaria mellea) i jestivom grmačom (lat. Armillaria tabescens), koje se bitno razlikuju po svojim morfološkim značajkama. Često dijeli stanište sa sumporačom (lat. Hypholoma fasciculare) koja ima žutu boju klobuka i maslinastosmeđe do smeđecrne listiće. Sumporačom se ne smije zamijeniti jer je ona otrovna. Panjevčica je jedna od najaromatičnijih gljiva, pa je zbog toga dobra za juhe, umake i miješanje s drugim gljivama. Voli više predjele, pa je mnogo ima u Gorskom kotaru, Sljemenu i Plitvicama. 

## Slike
|  |  |  |  |  |
|  |  |  |  |  |

## Vanjske poveznice
|  | Zajednički poslužitelj ima stranicu o temi Kuehneromyces mutabilis    |
|  | Zajednički poslužitelj ima još gradiva o temi Kuehneromyces mutabilis |